# هونگ کیونگ-سوک
هونگ کیونگ-سوک (انگلیسی: Hong Kyung-suk؛ زادهٔ ۱۴ اکتبر ۱۹۸۴) بازیکن سابق و مربی زن فوتبال اهل کره جنوبی است.
وی همچنین در تیم ملی فوتبال زنان کره جنوبی بازی کرده است.
وی در مسابقات کشوری و بین‌المللی در مجموع برندهٔ ۱ مدال برنز شده است.